# ピエール・シャロー

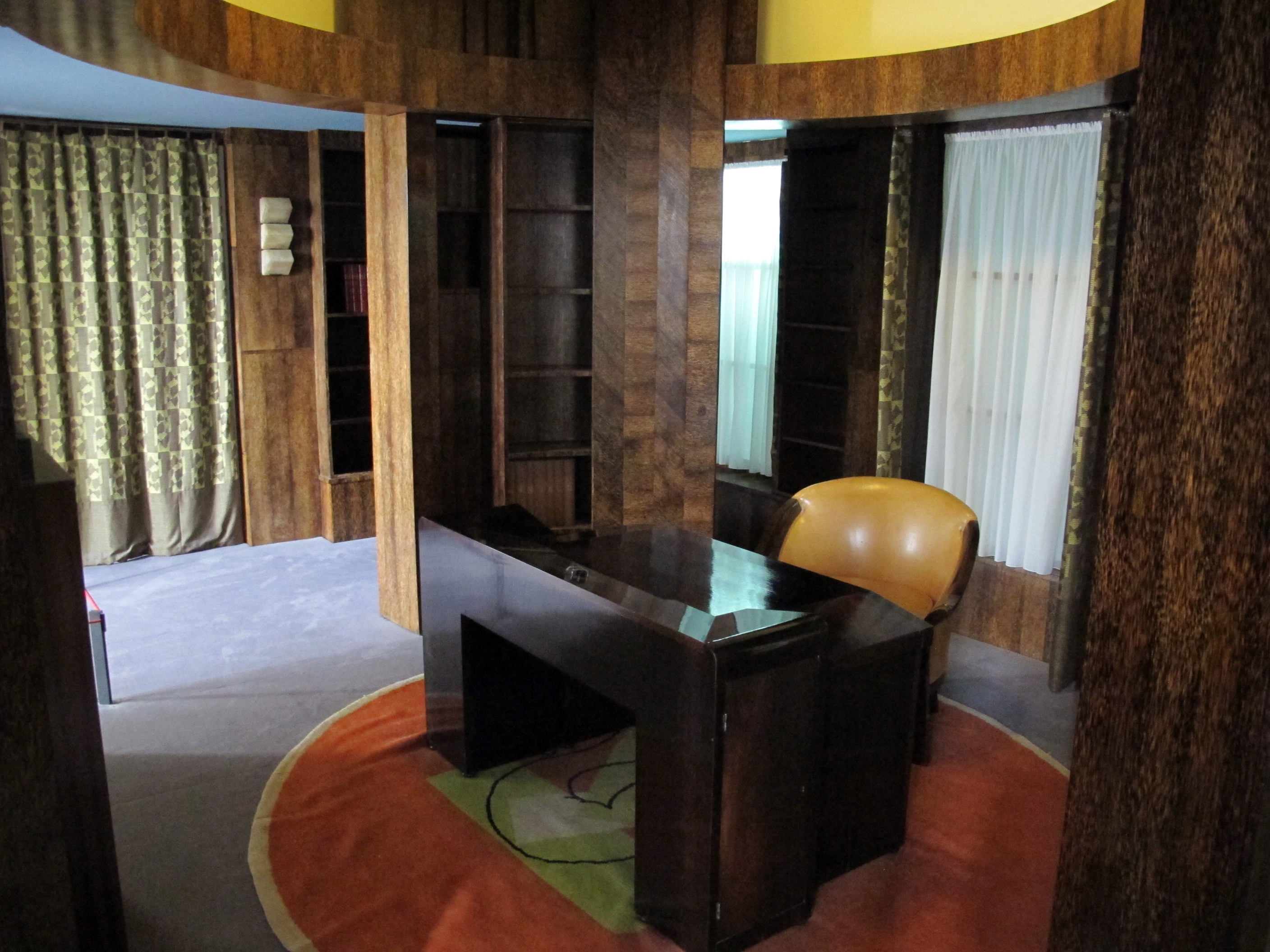
Bureau-bibliothèque de Pierre Chareau, Musée des Arts Décoratifs, Paris

ピエール・シャロー（Pierre Chareau、1883年8月4日 - 1950年8月24日）は、フランスの家具デザイナー・インテリアデザイナー。また建築家ベルナルト・ベイフットの手を借りてフランス・パリのサンジェルマン・デュプレの一画に建てられた、医師ダルザスの邸宅兼診療所ラ・メゾン・デ・ヴェーレ、通称「ガラスの家」と呼ばれる建築の設計で知られる。

## その他
- マルセル・レルピエ監督の映画「人でなしの女／イニューメン」（1923年）で、家具デザイナーとして参加。
- アール・デコで飾られた東京都庭園美術館にも自身の家具作品がある。
- 近代建築国際会議CIAMの創立メンバーの一人でもあり、第1回会議にも出席。